# Bóntoc
Bóntoc es la capital de la provincia de La Montañosa en Filipinas. Conforme al censo del 2000, tiene 22 308 habitantes.

## Barangayes
Bóntoc se divide administrativamente en 16 barangayes.
| - Alab Proper - Alab Oriente - Balili - Bayyo - Bóntoc Ili - Caneo - Dalican - Gonogon | - Guinaañg - Mainit - Maligcóñg - Samoki - Talubin - Tocucan - Población (Bóntoc) - Calutit |

## Historia

Mancomunidad de Filipinas.

A principios del siglo XIX, tras conocerse el informe de la expedición de Guillermo de Galvey, el gobierno español organizó desde un punto de vista político-militar la región de La Montaña dividiéndola en seis comandancias, a saber:
- Benguet, creada en 1846,[2]
- Comandancia de Lepanto en 1852,
- Bontoc en 1859,
- Amburayan en 1889,
- Kayapa y Cabugaoan en 1891.

### Subprovincia de Bóntoc
La subprovincia de Bóntoc es extremadamente montañosa, carece de llanuras, excepto en el extremo oriental en las ondulantes colinas que descienden al Valle del Cagayán.
Este territorio se puede dividir en tres áreras geográficas: Valle alto del río Chico y sus afluentes, valle del Siffu (Cadaclan) al este y valle del río Tanodan entre ambos.
Estos valles están separados por altas montañas que superan los 2000 m s. n. m.
Esta subprovincia tenía una extensión superficial de 1.528 km² y contaba con una población de 33.561 habitantes distribuidos en 7 municipios y 47 barrios. Su capital era Bóntoc, con 609 habitantes. Los restantes municipios eran los siguientes: Sagada, Sadanga, Natonin, Tinglayan, Talubin y Kalao. Todos ellos pertenecen hoy a la provincia de provincia de La Montaña, excepto Tinglayan que es de la Provincia de Kalinga.
Kalao corresponde al municipio de Paracelis, mientras que Talubin es un barrio de Bóntoc.